# Frýdlant (Libereci járás)
Frýdlant település Csehországban, Libereci járásban. Frýdlant Chrastava, Heřmanice, Kunratice, Višňová, Raspenava, Mníšek, Krásný Les, Oldřichov v Hájích, Bulovka, Nová Ves és Dětřichov településekkel határos. Lakosainak száma 7388 fő (2024. január 1.).

## Népesség
A település lakosságának változását az alábbi diagram mutatja:
| Lakosok száma | 6367 | 7154 | 8193 | 5584 | 7063 | 7514 | 7536 | 7531 | 7380 | 7388 |
|               | 1869 | 1890 | 1921 | 1950 | 1980 | 2001 | 2017 | 2019 | 2022 | 2024 |